# Steven Kwan
Steven Kwan (Los Gatos, California - 5 de septiembre de 1997) es un beisbolista estadounidense, que juega de jardinero para los Cleveland Guardians, de las Grandes Ligas de Beisbol (MLB). Hizo su debut en 2022.

## Carrera amateur
Kwan asistió a Washington High School en Fremont, California, donde bateó .462 en 2015, su último año. Después de graduarse, se matriculó en la Universidad Estatal de Oregón, donde jugó béisbol universitario. Como estudiante de primer año, en 2016, jugó 35 partidos en los cuales bateó .215. En 2017, como estudiante de segundo año, apareció en 55 juegos (42 aperturas), con un promedio al bate de .331 con 1 jonrón, 18 carreras impulsadas, 6 dobles y 8 bases robadas. Después de la temporada 2017, jugó con los Wareham Gatemen de la Cape Cod Baseball League. Como junior en 2018, Kwan participó en 66 juegos y dejó cifras ofensivas de.355/.463/.457 con 2 cuadrangulares, 41 carreras impulsadas y 14 bases robadas. Después de su tercer año, fue seleccionado por los Indios de Cleveland en la quinta ronda del draft de las Grandes Ligas de 2018.

## Carrera profesional
Kwan firmó con Cleveland e hizo su debut profesional con los Indios de la Liga de Arizona y luego fue ascendido a los Mahoning Valley Scrappers, con los cuales bateó un promedio combinado de .346 en 17 juegos entre los dos clubes. En 2019, jugó con los Lynchburg Hillcats, y dejó números de.280 con 3 jonrones, 39 carreras impulsadas y 26 dobles en 123 juegos. No jugó en 2020 debido a la cancelación de la temporada de ligas menores provocada por la pandemia de COVID-19. Kwan comenzó la temporada 2021 con Akron RubberDucks y fue ascendido a Columbus Clippers a finales de agosto. Perdió seis semanas durante la campaña debido a una distensión en el tendón de la corva derecho. Durante 77 juegos, entre los dos clubes, Kwan registró .328/.407/.527 con 12 jonrones y 44 carreras impulsadas.
Los Guardianes de Cleveland, recién nombrados, seleccionaron a Kwan para su roster de 40 hombres el 19 de noviembre de 2021. El 2 de abril de 2022, los Guardianes anunciaron que Kwan había sido incluido en la lista del Día Inaugural. Hizo su debut en la MLB, en el primer juego, como jardinero derecho titular el 7 de abril y registró su primer hit en las Grandes Ligas ante el relevista de los Reales de Kansas City, Scott Barlow.